# Arakawa (Tokio)
Arakawa (荒川区 Arakawa-ku?) es un barrio especial de la Metrópolis de Tokio, en Japón. Su nombre deriva del adyacente río Arakawa; es común que el barrio especial se denomine a sí mismo como la "Ciudad de Arakawa".

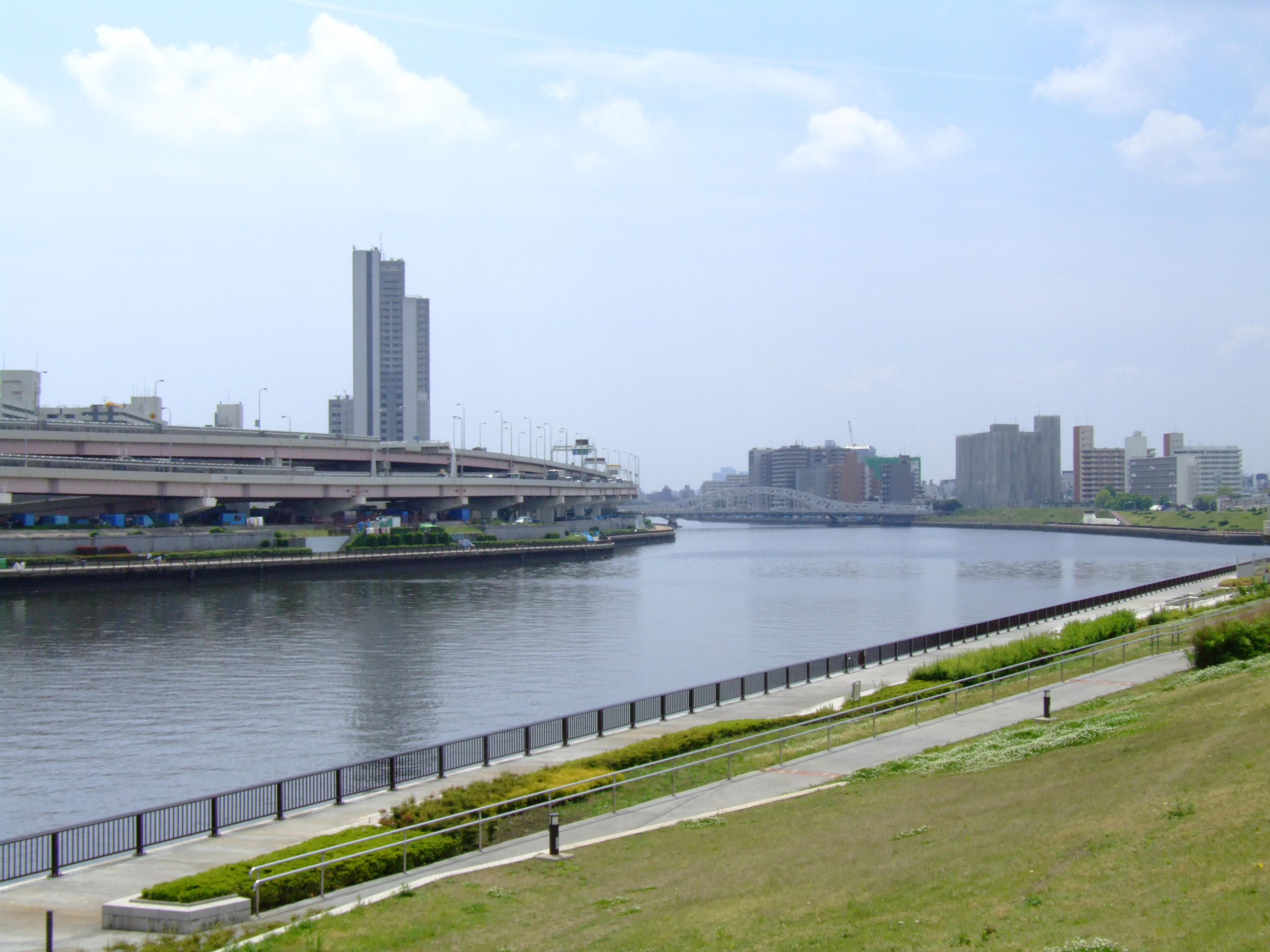
Río Sumida desde el puente Suijin.

En 2008, la población estimada de Arakawa era de 197.716 habitantes, con una densidad de 18.800 personas por km².  Su área total es 10,2 km²
El barrio era la agrícola durante el shogunato Tokugawa.  Al llegar la era Meiji, la principal actividad de Arakawa era la industria, que fue atraída por las aguas del río del mismo nombre.

## Distritos
- Machiya
- Arakawa
- Nishi Ogu
- Nishi Nippori
- Higashi Ogu
- Higashi Nippori
- Minami Senju